# 季季亞京
49°14′21″N 24°52′45″E / 49.23917°N 24.87917°E
季季亞京（烏克蘭語：Дитятин），是烏克蘭西部的村莊，隸屬伊萬諾-弗蘭科夫斯克州的伊萬諾-弗蘭科夫斯克區。該村面積1.33平方公里，2001年人口505，人口密度每平方公里37.9人。